# ألان هامبسون
ألان هامبسون (بالإنجليزية: Alan Hampson)‏ (31 ديسمبر 1927 في المملكة المتحدة - 1 أغسطس 1989 في المملكة المتحدة) هو لاعب كرة قدم بريطاني في مركز مهاجم داخلي. لعب مع برادفورد سيتي ونادي إيفرتون ونادي هاليفاكس تاون وPrescot Cables F.C. ‏.